# Török katonai hadművelet Idlib kormányzóságban
A 2017. októberben kezdődött török katonai hadművelet Idlib kormányzóságban, Szíriában, más néven Idlibi Pajzs hadművelet a Szabad Szíriai Hadsereg török támogatottságú részének második, a határon átnyúló támadása volt. Az első az Eufráteszi Pajzs hadművelet néven vált ismertté.  A török hadsereg már azelőtt is járt egyszer Szíriában, annak a hadműveletnek Eufrátesz Sah volt a megnevezése.

## Előzmények
A hadműveletre azután került sor, hogy Törökország, Oroszország és Irán 2017. októberben Asztanában megállapodást kötöttek.

## Hadművelet
Az Idlib kormányzóságban történt török beavatkozás hatására szakadás történt a Tahrir al-Sham szervezetben, melynek iszlám része támogatta, a többi ellenezte Törökország lépéseit. A támogatók vezetője Abu Maria al-Qahtani volt, akinek a vezetésével nekiálltak a beavatkozást ellenző részleg vezetőit kivégezni. Azt a csoportot Abu Mohammad al-Julani irányította.

## Reakciók

### Szírián belül
- Szíria Szíriai kormány: A Szíriai Külügyminisztérium egy magát megnevezni nem kívánó forrása azt mondta: "A török rezsim megsértette azt, amiben Asztanában megállapodtunk."[5][6]
- Szíriai Kurdisztán: Rezan Gilo, a Védelmi Szervet vezetője ezt mondta a Kurdistan 24-nek: “Minden olyan török hadművelet, melyet Afrinban indítanak, a mostanihoz hasonlóan kegyetlen és váratlan megtorlást von maga után.”[7]
  -  Forradalmárok Hadserege: Ahmed Sultan, a Forradalmárok Hadseregének parancsnoka azzal vádolta a török kormányt, hogy az Idlibet eladta a szíriai vezetésnek, Iránnak és Oroszországnak. Ezen kívül felszólította a lakosságot, hogy mindenféleképpen tanúsítsanak ellenállást a tervezett török, iráni és orosz invázióval szemben.[8]
- Tahrir al-Sham: A Tahrir al-Sham vezetősége azt állította, mindenki, aki támogatta az intervenciót, árulást követ el.[9] Ennek ellenére a csoport egy része támogatta a törökök behatolását, és emiatt két részre szakadt a Tahrir al-Sham.[3]

### Nemzetközi reakciók
- Oroszország: Az asztanai tárgyalásokra delegált Alexander Lavrentyev azt mondta, Oroszország kész mediátori szerepet vállalni a szíriai kormány és Törökország között az Idlibben kialakult helyzetet illetően.[10]

## Lásd még
- Második Maarat an-Nuám-i csata
- 2016. októberi törzsközi összecsapások Idlib kormányzóságban
- Idlib kormányzóságbeli összecsapások (2017. január–március)
- Idlib kormányzóságbeli összecsapások (2017. július)